# Equus ferus

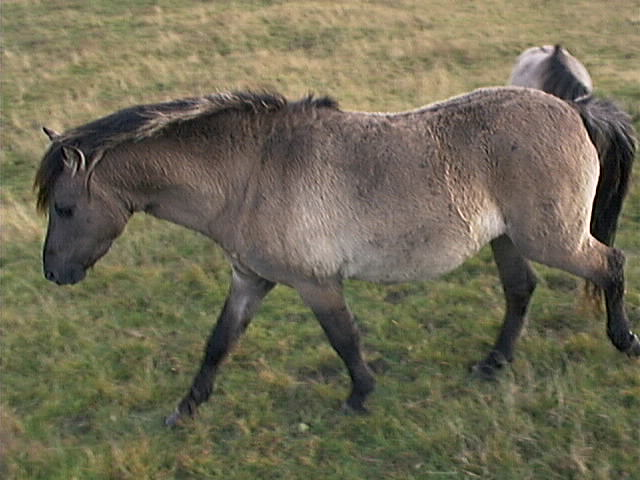
Tarpan «ricostruito» ad Haselünne, Germania (2004)

Il cavallo selvatico (Equus ferus) è un membro della famiglia degli Equidi endemico solamente dell'Asia. Il cavallo selvatico non è semplicemente un cavallo inselvatichito come il mustang.
In tempi moderni è esistita solo una specie di cavalli selvatici: il tarpan o cavallo selvatico eurasiatico (Equus ferus ferus), originario una volta di Europa e Asia, che si estinse in cattività in Ucraina nel 1918 o nel 1919. Il cavallo di Przewalski o cavallo selvatico mongolo (la sua classificazione è discussa e viene usato sia Equus ferus przewalskii sia Equus przewalskii), originario dell'Asia centrale e del deserto di Gobi, a lungo ritenuto l'ultima specie di cavallo selvatico, si è scoperto essere il discendente di una specie addomesticata dal popolo Botai 5 500 anni fa. Il cavallo di Przewalski vive ancora nel ventunesimo secolo, sebbene sia una specie minacciata che per un certo tempo fu ritenuta estinta in natura. In vari zoo di tutto il mondo sono protetti circa 1 500 animali ed è stata reintrodotta in Mongolia una piccola popolazione riproduttiva. Grazie a degli sforzi cooperativi tra la Società Zoologica di Londra e gli scienziati mongoli, nel 2005 è stata registrata una popolazione libera di 248 animali in natura.
Il Przewalski presenta significative differenze biologiche con il cavallo domestico; infatti quest'ultimo ha 64 cromosomi, il cavallo selvatico invece ne ha 66. Ad ogni modo, i puledri ottenuti dall'incrocio tra un Przewalski e un cavallo domestico sono fertili e posseggono 65 cromosomi.
Altre specie di cavalli selvatici erano una volta indigene del Nordamerica, popolando il continente prima e durante l'ultima era glaciale. Circa 100,000 anni fa, alcuni cavalli dell'emisfero occidentale migrarono verso l'Eurasia attraverso il ponte di terra di Bering e si diffusero, dalla Siberia, al resto dell'Asia, all'Europa e al Medio Oriente. I cavalli che rimasero in Nordamerica si estinsero. Sul perché questo avvenne ci sono alcune teorie discordanti. Una teoria afferma che i cambiamenti climatici associati alla fine dell'ultima era glaciale causarono l'estinzione dei cavalli, dei mammuth e di altri grandi animali terrestri. Un'altra teoria afferma che gli umani, recentemente arrivati, cacciarono i cavalli fino all'estinzione. Una terza sostiene che gli umani appena arrivati trasportarono con sé un fattore biologico che causò il declino dei cavalli e di altri grandi ungulati delle Americhe. È anche possibile che sia avvenuta una combinazione di fattori.

## Storia
Solo due gruppi "selvatici" mai addomesticati sopravvissero fino a tempi storici, il cavallo di Przewalski, o Equus ferus przewalski, e il tarpan, o Equus ferus ferus. Il cavallo di Przewalski occupò le steppe eurasiatiche orientali, forse dagli Urali alla Mongolia, sebbene l'antico confine tra la distribuzione del tarpan e del Przewalski non sia stato chiaramente definito. Il tarpan si estinse all'inizio del XX secolo. Nello stesso periodo, il cavallo di Przewalski era limitato alla Dzungaria e alla Mongolia occidentale, estinguendosi in natura durante gli anni '60, ma fu reintrodotto alla fine degli anni '80 in due riserve mongole. Sebbene alcuni ricercatori, come Marija Gimbutas, ipotizzarono che i cavalli del periodo calcolitico fossero Przewalski, studi genetici più recenti indicano che il cavallo di Przewalski non è l'antenato dei cavalli domestici moderni. Comunque, devono essere esistite altre sottospecie di Equus ferus da cui siano potuti discendere i cavalli domestici.

## Tassonomia
Nonostante la tassonomia venga ancora discussa, una cosa è certa: il cavallo selvatico e il cavallo domestico appartengono alla stessa specie. Così, conformemente al Codice della Commissione Internazionale di Nomenclatura Zoologica, il nome scientifico del cavallo selvatico, Equus ferus, non venne più riconosciuto da Wilson e Reeder nel 1993 e i cavalli selvatici furono aggiunti a Equus caballus, il nome datogli da Linneo. Alcuni scienziati criticarono questo cambiamento di nome scientifico, dichiarandosi a favore di una distinzione tra gli animali selvatici e quelli inselvatichiti o domestici.
Così, nel 2003, la Commissione Internazionale di Nomenclatura Zoologica «conservò l'utilizzo di 17 nomi scientifici basati su specie selvatiche, i quali sono precedenti o contemporanei di quelli basati su forme domestiche», riconfermando Equus ferus per il cavallo selvatico. I tassonomi che considerano il cavallo domestico una sottospecie del cavallo selvatico devono usare Equus ferus caballus, ma il nome Equus caballus rimane disponibile per il cavallo domestico quando viene considerato una specie separata.